# Milton Babbitt
Milton Byron Babbitt (* 10. Mai 1916 in Philadelphia, Pennsylvania; † 29. Januar 2011 in Princeton (New Jersey)) war ein US-amerikanischer Mathematiker, Musiktheoretiker und Komponist. Er war einer der Pioniere der Seriellen und Elektronischen Musik und galt als einer der einflussreichsten Komponisten und Kompositionslehrer der USA.

## Leben und Wirken
Babbitt war Sohn eines Versicherungsmathematikers. Er wuchs in Jackson (Mississippi) auf und lernte als Kind Violine. Als Klarinettist und Saxophonist spielte er nach der High School in Jazz-Ensembles. 1931 begann er ein Mathematikstudium an der University of Pennsylvania und wechselte später zu Musik an die New York University, wo er bei Philip James und Marion Bauer studierte. In New York lernte er Philosophen wie Sidney Hook und James Wheelright sowie den Komponisten Arnold Schönberg kennen, der ihn mit seiner Zwölftontechnik beeinflusste. Nach dem Bachelor of Arts (1935) nahm er privaten Kompositionsunterricht bei Roger Sessions, den er ab 1938 bei ihm an der Princeton University fortsetzte. 1942 erwarb er einen Master of Fine Arts. Während des Zweiten Weltkrieges arbeitete er als Mathematikprofessor an der Princeton University.
Er definierte als erster die serielle Musik und trug entscheidend zur Entstehung des akademischen Faches Music Theory bei. Seit 1950 wirkte er an der Entwicklung eines der ersten Synthesizer (Mark II, 1958) mit und war 1959 einer der Gründer und der Direktor des Columbia-Princeton Electronic Music Studio. Babbitt schrieb kammermusikalische und komplexe Orchesterkompositionen und trug auch zum Third Stream bei (All Set, 1957). Von 1951 bis 1952 war er Präsident der amerikanischen Sektion der ISCM. Babbitt unterrichtete an verschiedenen Universitäten, ab 1960 als William Shubael Conant Professor of Music an der Princeton University und ab 1973 an der Juilliard School of Music als Kompositionsprofessor. Zu seinen Schülern gehörten Mario Davidovsky, John Eaton, Stanley Jordan, Laura Karpman, Donald Martino, Tobias Picker, Anton Rovner und  Stephen Sondheim.
Seinen Doktortitel bekam er in Princeton erst 1992, nachdem dort 1946 seine Dissertation über das Zwölftonsystem moderner Komponisten zurückgewiesen wurde.

## Ehrungen und Auszeichnungen
Babbitt wurde 1959 mit dem National Institute of Arts and Letters Award ausgezeichnet. Von 1960 bis 1961 war er Guggenheim-Stipendiat. Er war seit 1965 Mitglied der American Academy of Arts and Letters und ab 1974 Fellow der American Academy of Arts and Sciences. Für seine Leistungen auf dem Gebiet der elektronischen Musik erhielt er 1982 den Pulitzer-Preis für Komposition. 1991 verlieh ihm die Princeton University den Ehrendoktor. 1995 wurde er mit dem SEAMUS Lifetime Achievement Award ausgezeichnet. 1986 war er MacArthur Fellow. 1988 erhielt er einen Kompositionspreis des Mississippi Institute of Arts and Letters. 2010 wurde er Ehrenmitglied der International Society for Contemporary Music (ISCM).

## Werke (Auswahl)
- Three Compositions for Piano, 1947
- Composition for Four Instruments, 1949
- Vision and Prayer für Sopran und Synthesizer, 1961
- Philomel für Sopran, Tonband und Synthesizer, 1964
- Phonemena, 1975
- A Solo Requiem für Sopran und Klavier
- Dual für Cello und Klavier, 1980